# Espectroscopia de saturación libre de efecto Doppler
La espectroscopia de saturación libre de efecto Doppler es una técnica espectroscópica que permite conocer con relativa facilidad la frecuencia de una transición atómica o molecular mediante el uso de láser.

## Introducción
Con la invención del láser en la década de los 60, la espectroscopia de precisión de átomos y moléculas se hizo realidad. Gracias al hecho de ser una fuente coherente de luz cuasi monocromática, el láser permitió resolver con gran exactitud la estructura energética de átomos y moléculas. La espectroscopia láser también pavimentó el camino hacia importantes desarrollos en el campo de la física de la matéria condensada que tuvieron lugar en las décadas posteriores, culminando en 1995 con la realización del condensado de Bose-Einstein con gases alcalinos.
.
En la mayoría de laboratorios donde se trabaja en enfriamiento por láser y captura de átomos, la técnica aquí mencionada es ampliamente utilizada para inmovilizar la frecuencia del láser a una línea de transición atómica o molecular concreta.

## Teoría de la espectroscopia de saturación
En general, una espectroscopia proporciona información sobre la intensidad transmitida (o absorbida) por el sistema en estudio en función de la frecuencia (o de la longitud de onda) de la luz incidente. Idealmente, un sistema que es excitado a un determinado nivel energético debería desexcitarse y volver a su estado fundamental (física) emitiendo radiación en una determinada frecuencia (o longitud de onda), eso equivale a decir que la curva de intensidad debería mostrar un máximo de tipo delta (delta de Dirac) en una determinada frecuencia. Sin embargo, por razones cuánticas, todo nivel energético tiene asociada una indeterminación (Principio de incertidumbre de Heisenberg) por lo que, ya de entrada, el máximo de intensidad tendrá una cierta anchura, o en otras palabras, incluirá un rango de frecuencias en vez de una única.
Además de este ensanchamiento de origen interno, existe otro factor que modifica la transmisión (o absorción) de un sistema gaseoso: el efecto Doppler. Debido a que los átomos (o moléculas) de un determinado gas están en continuo movimiento, la frecuencia con la que un observador externo los ve depende de su velocidad.
Suponiendo que los átomos se mueven en un solo eje, coincidiendo éste con la dirección de visualización, si se acercan al observador, éste los percibirá con una frecuencia mayor a la que realmente tienen, y en el caso contrario, si los átomos se alejan del observador, éste los verá con menor frecuencia. Si el observador es el láser que tiene que excitar el sistema, la misma norma se aplica y diferentes átomos con diferentes velocidades se excitaran con diferentes frecuencias, por lo que obtendremos un rango de transmisión (o absorbancia) alrededor de la frecuencia teórica o frecuencia de resonancia. La espectroscopia de saturación pretende eliminar de algún modo este ensanchamiento debido al efecto Doppler.
Si tan solo se utilizara el haz de sondeo y se analizara la señal obtenida con un fotodiodo, el resultado sería una curva de intensidad de perfil gaussiano (con efecto Doppler). (Figura 2)

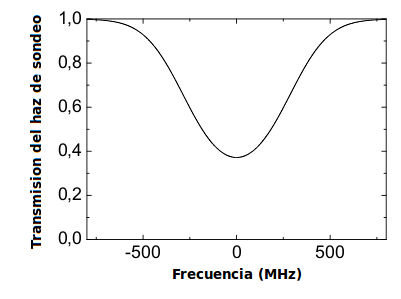
Figura 2: Curva de transmisión del haz de sondeo.

Sin embargo al introducir el haz de bombeo, se obtiene un máximo mucho más definido, también conocido como pico de Lamb, en honor al científico Willis Eugene Lamb (Figura 3). Este pico proporciona directamente la frecuencia de la transición atómica.

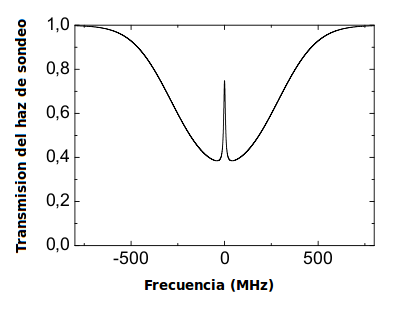
Figura 3: Curva de transmisión conjunta del haz de sondeo y del haz de bombeo.)

## Montaje experimental
El montaje experimental para realizar una espectroscopia de saturación libre de efecto Doppler se puede ver en la figura 1.

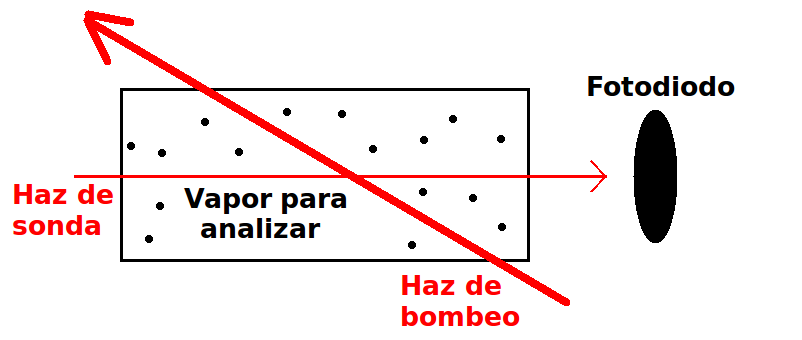
Figura 1: Esquema del dispositivo para realizar una espectroscopia de saturación libre de efecto Doppler.

Un haz láser inicial se divide en dos mediante un divisor de haz. Los dos rayos son enviados a una cavidad que contiene el vapor, cuyas transiciones se quieren analizar. El primer haz recibe el nombre de haz de bombeo (Pump) mientras que el segundo es el haz de sondeo (Probe). Mientras que la intensidad del primero es elevada y permite excitar los átomos del vapor, el haz de sondeo es diez veces menos intenso y se dirige a un detector (fotodiodo), el cual nos da la señal espectroscópica.